# أكاديمية الفنون الجميلة في روما
أكاديمية الفنون الجميلة في روما (بالإنجليزية: Accademia di Belle Arti di Roma)‏ هي جامعة، ومدرسة الفنون، تأسست في 1870، في إيطاليا.